# Daniel Amardeilh
Daniel Amardeilh (* 25. Juli 1959 in Saint-Victor-Rouzaud) ist ein ehemaliger französischer Radrennfahrer und nationaler Meister im Radsport.

## Sportliche Laufbahn
Sein erster bedeutender Sieg gelang ihm im Rennen Paris–Montargis 1979, einem der ältesten Straßenrennen für Amateure in Frankreich. Im selben Jahr wurde er Dritter in der Amateurausgabe von Paris–Roubaix, das Marc Madiot (der spätere Profi und Teamleiter) gewann. Amardeilh gelang es, 1984 die französische Meisterschaft im Straßenrennen der Amateure zu gewinnen und den Titel ein Jahr später zu verteidigen. Das Etappenrennen Tour des Pyrénées gewann Amardeilh 1982.
1984 wurde er von seinem Verband für die Olympischen Sommerspiele in Los Angeles nominiert. Dort fuhr er das Straßenrennen und wurde als 28. klassiert. 1985 war er am Start der Tour de l’Avenir und belegte dort den achten Platz. Bei der Jugoslawien-Rundfahrt gewann er eine Etappe. Ende 1985 beendete er seine Laufbahn.